# Zitti e mosca
Zitti e mosca è un film del 1991 diretto da Alessandro Benvenuti.

## Trama
Un piccolo paese toscano attende con fremito la Festa dell'Unità nel periodo immediatamente successivo alla svolta della Bolognina nel 1991, tra anziani sostenitori della vecchia linea e giovani privi di qualsiasi velleità ideologica, che agiscono secondo la logica, allora in voga, dello "Zitto e balla". Intanto nel paese arriva un giovane funzionario del partito per fare un comizio alla festa.

## Luoghi delle riprese
Il film è stato girato a Tavarnelle Val di Pesa, Ellera e Compiobbi di Fiesole, a Pontassieve, a San Francesco di Pelago, a Calenzano e a Borgo a Buggiano.